# Pokersoftware
Onder pokersoftware wordt verstaan computerprogramma's en applicaties die een speler informatie geeft over verschillende aspecten van het kaartspel poker.
De software registreert van spelers welke kenmerken hun speelstijl heeft en zet ze om naar informatie waarmee een speler kan zien of zijn tegenstanders voorzichtig of juist heel agressief spelen, welke fouten ze maken of welke punten ze juist sterk in zijn.

## HUD
Programma's als Holdem Manager en Pokertracker bieden een zogeheten HUD (heads-up display) aan. Een poker HUD is een app die statistieken over tegenstanders verzamelt (het zogeheten tracking) en weergeeft. De HUD geeft informatie over hoe tegenstanders in het verleden hebben gespeeld.
De meeste "trackers" kunnen ook grafieken maken over resultaten van het spel, zoals hoeveel geld een speler reeds verdiende, hoeveel big blinds hij daarmee relatief gesproken won en of zijn geld veelal komt van potten die tot op het einde gespeeld werden of die al vroeger eindigden.
Vaak wordt ook de mogelijkheid aangeboden om bepaalde notities en iconen toe te voegen aan de info over de speler zodat in één oogopslag belangrijke en interessante informatie kan gezien worden over tegenstanders.

### Belangrijkste terminologie van HUD
Poker HUD's geven onder meer de volgende informatie weer:
- VPIP (Voluntary Put money In Pot): Hoe vaak een speler ervoor kiest om een pot mee te spelen.
- PFR (Pre Flop Raise): Hoe vaak een speler voor de flop de pot verhoogt.
- 3BET (Three-bet): Hoe vaak een speler re-raiset op een preflop raise.
- F3B (Fold to 3-bet): Hoe vaak een speler foldt op een 3-bet.
- AF (Agression Factor): (Aantal Bet+Raise)/aantal calls. In hoeverre mate een speler agressief speelt.
- W$SD (Win $ At Showdown): Hoe vaak een speler de pot wint wanneer de kaarten na de river open gaan.

### Bekende voorbeelden
- PokerTracker
- Hold 'em/Omaha Manager
- PokerSpy

## Handconverteerders
Handconversieprogramma's laten spelers toe om tekstgebaseerde bestanden met handgeschiedenis om te zetten naar bestandstypes die visueler en gebruiksvriendelijker zijn. Zo zijn ze makkelijker te gebruiken voor online discussies. Deze handgeschiedenis wordt immers vaak gebruikt voor analyses van strategie en spel.
Afhankelijk van het conversieprogramma bevat het resultaat de grootte van de pot op de verschillende inzetronden, de spelersvolgorde, blind levels en groottes van stacks. De meeste grote aanbieders van online poker slagen de handgeschiedenis op op de computer van de gebruiker. Zo is deze steeds toegankelijk voor de speler, kan hij makkelijk zijn eigen kenmerken opvolgen en bestanden gebruiken in online discussies. De meeste grote aanbieders zoals Full Tilt Poker, PokerStars en PartyPoker geven om die reden de geschiedenis in tekstbestand, terwijl een paar anderen zoals die in het Playtech-netwerk wel geschiedenis aanbieden, maar rechtstreeks in hun eigen bestandtype.
Naast gebruik voor de eigen geschiedenis kunnen deze programma's ook gebruikt worden om informatie te vergaren over tegenstanders en deze te analyseren, zelfs als de speler nooit tegen die tegenstander gespeeld heeft.
Of deze praktijk wordt toegestaan, hangt sterk af van de Acceptable Use Policy van de aanbieder, hoewel het delen van ruwe handgeschiedenis over het algemeen wordt beschouwd als collusion (onrechtmatig samenwerken) en een overtreding van die AUP. Om die reden bieden sommige sites geen rechtstreekse geschiedenis aan, maar moet die per e-mail aangevraagd worden.
De eerste handconverteerder, PokerStat, werd geïntroduceerd in 2001. Ondertussen bieden verschillende software en web-gebaseerde hulpmiddelen deze functionaliteit aan.

## Kansberekenaars (calculators)
"Calculators" zijn programma's die procentueel berekenen hoeveel winstkans een bepaald hand procentueel nog heeft en op welk hand de tegenstander waarschijnlijk moet geplaatst worden.
Verschillende programma's laten mensen toe om procentuele simulaties te starten waar 2 tot 10 handen tegen elkaar worden uitgespeeld. Zo ziet een speler hoeveel procent kans een bepaalde combinatie nog heeft om de pot te winnen. De eerste simulator van dit type was Poker Probe, uitgevonden door Mike Caro in 1990.

## Toernooidatabases
Verschillende programma's en websites data minen de resultaten van online pokertoernooien en bieden ranglijsten en statistieken aan over de spelers die er in meespeelden.
Een voorbeeld van een toernooidatabase is Sharkscope.

## Kunstmatige spelers
Op zich is het mogelijk te spelen tegen een computertegenstander. Men kan dit gebruiken om standaard situaties in te oefenen zonder afhankelijk te zijn van een menselijke tegenstander of gewoon voor het plezier.
Deze software kan echter ook online gebruikt worden om zich voor te doen als menselijke speler. Op dat moment spreken we van een PokerBot. Het gebruik hiervan is meestal streng verboden door online aanbieders.

## Datamining
Datamining programma's of hand grabbers, slaan spelinformatie op over online tafels en de spelers die er aan zitten, waarbij niet vereist is dat de gebruiker meespeelt aan de tafel (al stellen de meeste grote aanbieders beperkingen in op dit soort programma's als de speler zelf niet actief is). Deze gegevens worden dan geanalyseerd op bepaalde kenmerken die vaak rechtstreeks onder de spelernamen aan de tafel verschijnen en specifieke kenmerken weergeven.